# Ctenus bowonglangi
Ctenus bowonglangi is een spinnensoort uit de familie van de kamspinnen (Ctenidae).
De wetenschappelijke naam van de soort werd in 1911 gepubliceerd door P. Merian.